# Bağcılar
Bağcılar (AFI /Ba‿d͡ʒɯlar/) és un districte d'Istanbul, Turquia, situat en la part europea de la ciutat, entre les dues principals circumval·lacions, la TEM i l'E5.

## Història
Poc poblat en el moment de la creació de la República Turca, Bağcılar significa viticultors en turc, malgrat que ara ja no en queda cap. La major part de les construccions de Bağcılar eren il·legals, encara que s'han anat substituint per fileres d'edificis apinyats entre si, igualment construïts amb la regulació mínima. Es tracta d'un exemple de pla urbanístic fallit, possiblement a causa que Bağcılar no va esdevenir districte fins a 1992, quan els habitants originals ja havien marxat i la construcció de la zona ja estava fora de control.

## Bağcılar en l'actualitat
Actualment, la població de Baclar es compon en general d'immigrants d'Anatòlia, sobretot famílies joves de baix poder adquisitiu i amb molts fills.
A Bağcılar hi ha nombroses fàbriques, en especial d'indústria lleugera, tèxtils, d'impressió (aquí es troben les seus dels principals diaris i canals de televisió de Turquia), un immens mercat a l'engròs de productes secs, un gran mercat de vehicles de segona mà i nombroses empreses de transport, en especial en la carretera de Güneşli, des de l'autopista TEM fins a l'Aeroport Internacional Atatürk.

## Mahalleler
Bağlar  ·  Barbaros  ·  Çınar  ·  Demirkapı  ·  Evren  ·  Fatih  ·  Fevzi Çakmak  ·  Göztepe  ·  Güneşli  ·  Hürriyet  ·  İnönü  ·  Kâzım Karabekir  ·  Kemalpaşa  ·  Kirazlı  ·  Mahmutbey  ·  Merkez  ·  Sancaktepe  ·  Yavuz Selim  ·  Yenimahalle  ·  Yenigün  ·  Yıldıztepe  ·  Yüzyıl